# سوفيتسو
سوفيتسو (بالإيطالية: Sovizzo)‏ هي مدينة و بلدية في مقاطعة فشنزة بمنطقة فنيتة، شمال إيطاليا.